# Luis Maristany Palanco
Luis Maristany Palanco (1914-Barcelona, 18 de juliol de 1998) fou un advocat i polític català, alcalde de Badalona entre 1945 i 1954. Fou també president del CF Badalona.

## Biografia
Advocat. En el pla personal i professional va ser secretari del Consell d'Administració de l'empresa Estabanell i Pahisa S. A. Es va casar amb Maria Antonia Estabanell Susquet, amb qui va tenir quatre fills. També va ser nomenat cavaller de Sant Jordi.
Va militar amb els tradicionalistes, abans de 1936 estava a Juventudes Tradicionalistas de Badalona, de les quals en va arribar a ser secretari. Després es va acabar integrant a Renovación Española/Derecha de Cataluña. Durant la Guerra Civil va ser empresonat i després va passar a militar a la FET-JONS en qualitat d'excaptiu, al cap de poc temps li va ser concedit el carnet de la «vieja guardia» per la seva fidelitat al règim i la seva militància en favor de la monarquia. Després de la guerra, es va ocupar de la depuració de funcionaris i va ser policia honorari entre 1939 i 1942.
Va ser alcalde de Badalona entre 1945 i 1954. La seva alcaldia va ser un intermedi entre dos mandats de caràcter catalanistes i restauradors que intentaven ser més representatius. Durant la seva gestió va rebre el sobrenom de «sí-sí», perquè les seves respostes eren sempre afirmatives, si bé no sempre actuava en conseqüència. Al capdavant del consistori va mostrar-se interessat i va arranjar l'empedrat d'alguns carrers del centre de la ciutat, que li va reportar l'àlies de «l'empedrador». Durant el seu mandat es va celebrar el referèndum d'aprovació de la Ley de Sucesión de la Jefatura del Estado (6 de juliol de 1947) i va entrar en vigor la Ley de Bases de Régimen Local de 1945, que entraria a funcionar el 1948, i implicava la celebració de processos electorals controlats organitzats per terços. Després de la destitució de Maristany, els seus partidaris van titllar de catalanista el nou alcalde Santiago March.
Tingué gran relació amb el CF Badalona. Com a alcalde el 1950 donà suport a l'equip de futbol per evitar que desaparegués deguda la crisi que passava el club en aquell moment. La solució fou convertir el camp de l'equip en propietat de l'Ajuntament i convertir-lo en estadi municipal. El 1966, Maristany, aleshores vicepresident de l'entitat, també ocuparia la presidència del club.
Va morir a Barcelona el 16 de juliol de 1998 als 83 anys i va ser enterrat al cementiri de Centelles.